# Kapelle (Badershausen)
Die Kapelle in Badershausen, einem Ortsteil der Gemeinde Jetzendorf im oberbayerischen Landkreis Pfaffenhofen an der Ilm, wurde vermutlich im dritten Viertel des 19. Jahrhunderts errichtet. Die Kapelle in der Nähe der Ortsstraße ist ein geschütztes Baudenkmal.
Der verputzte Satteldachbau mit eingezogenem und dreiseitig geschlossenem Chor wird von Blenden gegliedert. Der hölzerne Dachreiter hat einen Spitzhelm. 
Der bäuerliche Altar wurde in neuromanischen Formen geschaffen.